# 澳門坊眾學校
澳門坊眾學校（葡萄牙語：Escola dos Moradores de Macau）位於澳門北區，澳門街坊會聯合總會開辦的入網私立學校，提供幼稚園到高中的一條龍標準義務教育，有幼稚園、小學、初中和高中。幼小部在黑沙環東北大馬路，中學部在黑沙環長壽大馬路。
澳門坊眾學校於1995年開校，首任校長為區天香，學校初辦時只有小學一至四年級學生五百多人。2002年，小學部新址落成，澳門坊眾有了第一屆的幼稚園畢業生和第一屆初中畢業生。2003學年正式開辦了高中。 至2005年，澳門坊眾學校形成了由幼稚園到高三一條龍的標準義務教育學制。2006年6月，澳門坊眾學校第一屆高中畢業生畢業。2010年9月，第一任校長區天香榮休，轉任校監，第二任校長江超育繼任。2015年9月，南澳花園小幼部校舍翻新工程完成，小幼部教學環境得到改善。

## 歷史
自80年代起，澳門湧入大批新移民。龍的行動以後，大量新移民及其子女獲簽發身份證，學位需求大增。為解決北區新移民子女學位不足，澳門街坊會聯合總會在1991年向政府申請辦校，於1993年獲批地，胡順謙捐贈學校建築經費，並到教育司撥款500萬元資助，於1995年開校，初辦時只有小一至小四學生五百多人。2002年，小學部新址落成，也有了第一屆的幼稚園畢業生和第一屆初中畢業生，2003學年正式開辦高中。至2005年，澳門坊眾學校形成了由幼稚園到高中一條龍的標準義務教育學制。2006年6月，澳門坊眾學校第一届高中畢業生畢業。

## 辦學理念
校訓「團結友愛、刻苦學習、關心集體、増強體質」
- 澳門坊眾學校小學部
- 澳門坊眾學校中學部

## 外部連結
- 澳門坊眾學校
- 澳門坊眾學校小學部
- 澳門坊眾學校-校友會
- 澳門坊眾學校學生會 (EMM Student Association) （页面存档备份，存于）

## 引用資料
1. ↑  .   [2010-06-16]. （原始内容存档于2007-12-28） （中文）.
2. ↑  . （原始内容存档于2007-11-07） （中文）.
3. ↑  . （原始内容存档于2009-10-14） （中文）.